# Rydbo
Rydbo est une localité de Suède dans la commune d'Österåker située dans le comté de Stockholm.
Sa population était de 597 habitants en 2019.